# ターニャ・グローサー
ターニャ・グローサー（Tanja Großer、1993年11月27日 - ）は、ドイツの女子バレーボール選手。ポジションはアウトサイドヒッター。元ドイツ代表。

## 来歴
- クラブチーム

ベルリン出身。2008年、VCO Berlinに入団し4年間プレーした。2012年8月、VCヴィースバーデンへ加入し、2013/14シーズンのブンデスリーガでは3位に入った。2024年現在も同チームでプレーし、最も長く在籍している選手として活躍している。
- 代表チーム

アンダーカテゴリーの代表として2009年、U-19世界選手権に出場した。2017年、シニア代表に初選出され、同年のモントルーバレーマスターズでデビュー。同年のワールドグランプリ、欧州選手権に出場した。

## 球歴
- 欧州選手権 - 2017年
- ワールドグランプリ - 2017年

## 所属クラブ
- VCO Berlin（2008-2012年）
- VCヴィースバーデン（2012-）